# リトル・ぷりんせす☆ぷりっ!
「リトル♥ぷりんせす☆ぷりっ!」は、リルぷりっのデビューシングル。2010年6月16日発売。

## 概要
- リルぷりっことリトルプリンセスは、雪森りんご（和田彩花）、高城レイラ（前田憂佳）、笹原名月（福田花音）の3人。
- 「リトル♥ぷりんせす☆ぷりっ!」は、テレビ東京系アニメ『ひめチェン!おとぎチックアイドル リルぷりっ』オープニングテーマ。
- 「オトナになるって難しい!!!」は、スマイレージのインディーズ4thシングルで『ひめチェン!おとぎチックアイドル リルぷりっ』エンディングテーマ。

## 収録曲
1. リトル♥ぷりんせす☆ぷりっ!
作詞・作曲：おとぎの国音楽隊 編曲：涌井啓一、千葉直樹
2. ハッピーゴーラッキー☆ぷりっ!
作詞・作曲：おとぎの国音楽隊 編曲：涌井啓一、大場康司
3. オトナになるって難しい!!!
作詞・作曲：つんく 編曲：板垣祐介
4. リトル♥ぷりんせす☆ぷりっ!（オリジナルカラオケ）
5. ハッピーゴーラッキー☆ぷりっ!（オリジナルカラオケ）
6. オトナになるって難しい!!!（オリジナルカラオケ）